# Претара (Кјети)
Претара (итал. Pretara) је насеље у Италији у округу Кјети, региону Абруцо.
Према процени из 2011. у насељу је живело 43 становника. Насеље се налази на надморској висини од 340 м.